# Marmaszen
Marmaszen – wieś w Armenii, w prowincji Szirak. W 2011 roku liczyła 2032 mieszkańców.